# Lubków (Rybokarty)
Lubków – przysiółek wsi Rybokarty w Polsce, położony w województwie zachodniopomorskim, w powiecie gryfickim, w gminie Gryfice. Wchodzi w skład sołectwa Rybokarty.
W latach 1975–1998 przysiółek administracyjnie należał do województwa szczecińskiego.